# 布克哈特鎮區 (伊利諾伊州富爾頓縣)
布克哈特鎮區（英語：Buckheart Township）是位於美國伊利諾伊州富爾頓縣的一個行政鎮區。

## 地方資料
根據2010年美國人口普查的數據，布克哈特鎮區的面積為92.50平方千米，當中陸地面積為90.00平方千米，而水域面積為2.50平方千米。當地共有人口1430人，而人口密度為每平方千米15.46人。